# Het gevangenisschip
Het gevangenisschip, uitgegeven in 1981, is het tweede deel van de zevendelige stripreeks De kinderen van de wind, een stripverhaal gemaakt door François Bourgeon.

## Inhoud
In het vorige deel is Isa haar land ontvlucht om zich te kunnen wreken. In dit tweede deel zit Hoël, de geliefde van Isa samen met chirugijn de Saint-Quentin gevangen op een opgelegd Engels schip. Zijn vriendin weet hem echter te bevrijden en samen met enkele anderen ontkomen ze naar Frankrijk. Maar ook daar zijn ze niet veilig en ze schepen zich in op een slavenhaler die op weg gaat naar Afrika.

## Publicaties
Uitgeverij Oberon bracht de eerste delen van deze reeks snel achter elkaar op de markt. De eerste druk verscheen in 1981 uitsluitend met harde kaft. Pas met de herdruk in 1990 volgde een uitgave met slappe kaft. In 1995 werd de hardcover herdrukt,  waarna de reeks werd overgenomen door uitgeverij Casterman. In  2009 nam 12bis het gehele fond van Bourgeon over van Casterman.